# Nicolae Cernescu
Nicolae Cernescu (n. 31 august 1904, Câmpulung, România – d. 26 aprilie 1967, București, România) a fost un chimist și pedolog român, membru titular al Academiei Române. Recunoscut pentru contribuțiile sale în chimia fizică și fertilitatea solurilor, a dezvoltat studii fundamentale privind schimbul de cationi, chimismul pedogenetic și ameliorarea solurilor acide, influențând semnificativ știința solului din România.

## Biografie
Nicolae Cernescu s-a născut la 31 august 1904 în Câmpulung, județul Argeș, România, într-o familie de învățători. A urmat școala primară în Câmpulung și a continuat studiile la Colegiul „Sf. Sava” din București, unde a fost un elev eminent, absolvind bacalaureatul în 1921, la doar 17 ani. La 21 de ani, a obținut licența în științe fizico-chimice la Facultatea de Științe a Universității din București, în 1925.
Imediat după absolvire, a fost angajat la Secția de Agrogeologie din Institutul Geologic al României, unde a lucrat sub îndrumarea profesorului Teodor Saidel, colaborând ulterior cu Petre Enculescu și Emil Protopopescu-Pache. S-a dedicat profund acestei instituții, care a rămas un pilon central al activității sale. Între 1929 și 1931, și-a continuat pregătirea la Școala Politehnică Federală din Zürich, unde, sub îndrumarea profesorului G. Wiegener, și-a susținut teza de doctorat în chimie în 1931. În 1935, a obținut titlul de doctor docent.
A ocupat poziții academice variate, fiind asistent la catedrele de chimie generală (1927–1928) și de chimia solului ale Facultății de Agronomie din București, șef de secție la Laboratorul de Analize Chimice și Industriale, precum și asistent și șef de lucrări la Catedra de Chimie Fizică și Analitică (1939–1947). Din 1947, a devenit conferențiar, iar din 1948, după retragerea profesorului P. Enculescu, a fost numit profesor de pedologie la Institutul Agronomic „N. Bălcescu” din București, unde a activat până la decesul său în 1967. În 1949, a primit Premiul Emil Racoviță acordat de Academia R.S.R., iar în 1955 a fost ales membru al Academiei Române, activând în Secția de Științe Agricole.
Ca profesor, Cernescu a format generații de specialiști în pedologie, fiind apreciat pentru rigoarea științifică și claritatea cursurilor sale. A murit la 26 aprilie 1967, în București, în plină activitate, lăsând o moștenire semnificativă în pedologia românească.

## Activitate științifică
Nicolae Cernescu a fost un reprezentant de seamă al celei de-a doua generații a școlii românești de pedologie, fondată de Gheorghe Munteanu-Murgoci, alături de personalități precum Nicolae Bucur, C.V. Oprea, C. Chiriță și Grigore Obrejanu. Această generație, activă între 1936 și 1975, a menținut un nivel ridicat de probitate științifică, contribuind atât la fundamentarea teoretică a pedologiei, cât și la aplicațiile practice în agricultură.
Cernescu a adus contribuții esențiale în chimia fizică și fertilitatea solurilor, concentrându-se asupra mecanismului schimbului de cationi în silicații naturali și sintetici, chimismul pedogenetic al solurilor și ameliorarea solurilor acide prin aplicarea de marne. Studiile sale asupra reacției solurilor în funcție de natura cationilor schimbabili au oferit noi perspective pentru practica agricolă, în special în zonele cu soluri acide din România. A dezvoltat metode analitice pentru evaluarea fertilității solurilor, contribuind la modernizarea pedologiei românești.
Colaborarea sa timpurie cu Teodor Saidel i-a permis să aprofundeze chimia solului, un domeniu în care a adus contribuții originale, depășindu-și mentorul prin incursiuni în alte aspecte ale pedologiei. Cercetările sale s-au bazat pe lucrări de teren și laborator, prezentate în sesiuni de comunicări, conferințe și congrese internaționale, unde a fost recunoscut ca un specialist de marcă. Încă din timpul doctoratului, s-a concentrat pe chimia solului, iar studiile sale asupra schimbului de ioni au fost incluse în comunicările lui G. Wiegener din 1934 și 1936.
A adus o contribuție excepțională în studiul schimbului ionic, demonstrând că în silicații sintetici capacitatea de schimb crește cu raportul SiO2:Al2O3 până la o anumită valoare, după care scade, devenind nesemnificativă la gelul de acid salicilic. De asemenea, a îmbunătățit metoda Schollenbergher pentru determinarea cationilor schimbabili și a valorilor T, introducând descompunerea CaCO3 cu acid acetic și saturarea probei cu ionul NH4 prin ponderare cu acetat de amoniu, un procedeu realizat în 1953, cu zece ani înaintea lui R.J. Tompson.
Cernescu a studiat sistematic capacitatea de schimb cationic și cationii de schimb în principalele tipuri de sol din România, oferind date complete pentru solurile formate pe loess. A analizat raportul C:N în condiții climatice variate, concluziile sale fiind valabile și astăzi. A studiat dinamica potasiului, urmărind potasiul schimbabil extras cu acetat de aluminiu, și a constatat variații valorice distincte în diferite tipuri de sol.
O altă temă importantă a fost substanța organică, unde a analizat raportul acizi huminici:acizi fulvici (H:F), pH-ul și gradul de saturație în baze. Împreună cu M. Cicotti, a concluzionat că relațiile bioclimatice influențează formarea humusului, raportul H:F fiind subunitar în climat umed și supraunitar în zone aride.
În domeniul genezei solurilor, a adoptat concepția naturalistă a lui Gheorghe Munteanu-Murgoci, considerând solul un „sistem dinamic în continuă evoluție” sub influența factorilor de pedogeneză. A subliniat rolul agrotehnicii, al plantelor cultivate și al irigațiilor în fertilitatea solului. Cercetările sale au combinat caracterizarea morfologică cu însușirile fizico-chimice, definind zone climatice de sol pe baza studiilor din Munții Bucegi. A introdus denumiri noi, precum „podzolul humico-feriiluvial”, „solul brun de pădure eubazic” și „solul podzolic argiloiluvial”. A corectat indicele de ariditate al lui De Martonne, acordând un rol important materialului parental în determinarea fertilității naturale și explicând diversitatea solurilor prin variația rocilor de solilificare.
Cernescu este considerat precursorul și fondatorul cercetărilor de chimism genetic al solurilor, începând cu solul brun roșcat de pădure (1945). A concluzionat că migrarea argilei pe profil și acumularea ei în orizontul B sunt procesele principale în formarea acestui tip de sol, humusul având un rol secundar din cauza mineralizării rapide.

### Lucrări majore
Nicolae Cernescu a publicat 69 de lucrări științifice, realizate în colaborare cu colective de cercetare, caracterizate printr-o profundă densitate științifică și o amprentă proteică. Deși nu a publicat tratate, cursuri universitare sau lucrări monografice de mari dimensiuni, și a activat doar nouă ani la catedră, contribuțiile sale au fost unanim recunoscute ca o operă de valoare certă, axată pe profunzime mai degrabă decât pe cantitate. Șase ani după decesul său, urmașii i-au publicat lucrările într-un volum intitulat Opere alese, realizat la un nivel editorial academic.
Acest volum sintetizează contribuțiile sale fundamentale în chimia solului și pedologie, incluzând studii despre schimbul de cationi, fertilitatea solurilor și metode de ameliorare, fiind o referință pentru cercetători și agronomi. Alte lucrări notabile abordează chimismul pedogenetic și caracterizarea solurilor acide, consolidând rolul său de pionier în știința solului. A contribuit, de asemenea, la elaborarea cursurilor de pedologie pentru studenții Institutului Agronomic din București, influențând formarea specialiștilor din domeniu. Un exemplu al rigorii sale este Harta de soluri a României, care a depășit în valoare harta similară a sovieticilor Gherasimov-Ivanova.

## Distincții
- Premiul de Stat (1962)[2]
- Ordinul Muncii clasa a II-a (30 decembrie 1957) „cu ocazia celei de a zecea aniversări a proclamării Republicii Populare Romîne și pentru merite deosebite în îndeplinirea sarcinilor date de Partidul Muncitoresc Romîn, pentru merite deosebite pe tărîmul construcției de stat, economice, sociale, culturale și obștești”[3]
- Ordinul Muncii clasa I (16 octombrie 1964) „pentru merite deosebite în domeniul științific și didactic”[1]
- Ordinul „Meritul Științific” clasa I (26 septembrie 1966) „pentru merite deosebite în activitatea științifică, cu prilejul Centenarului Academiei Republicii Socialiste România”[6]
- Premiul Emil Racoviță acordat de Academia R.S.R. (1949)
- Membru al Societății Internaționale de Știința Solului
- Secretar al Societății Naționale de Știința Solului (1933–1948)
- Vicepreședinte al Societății Naționale de Știința Solului (1962)
- Președinte al Societății Internaționale de Știința Solului (1960–1964)
- Membru al Comitetului de redacție a Hărții Solurilor Europei (1957)
- Membru corespondent al Academiei de Științe Agricole din R.D.G. (1963)
- Membru al Comitetului de consultanță pentru aplicarea științei și tehnicii al Secretarului General al ONU

Nicolae Cernescu a reprezentat România la conferințe internaționale de chimia și cartografia solului, inclusiv la Budapesta (1929), Viena (1937) și Helsinki (1939), contribuind cu lucrări remarcabile.

## Lucrări
- Facteurs de climat et zones de sol en Roumanie, Publicația Institutului Geologic al României, București, 1938.
- Capacitatea de schimb a solului în raport cu conținutul de argilă și humus, Publicația Institutului Geologic al României, București, 1939.
- Determinarea capacității de schimb și a cationilor schimbabili în sol, Institutul Geologic Român, Studii tehnice și economice Seria C, nr. 5, Imprimăria Națională, București, 1939.
- Humusul și raportul C:N în profilele tipurilor zonale de sol din România, Revista Știința tehnică și economică, Institutul Geologic al României, seria C, nr. 7, București, 1941.
- Rezultate obținute la cartarea solurilor în județul Rîmnicu Sărat, Institutul Geologic Român, volumul XXVI, București, 1952.
- Principii privind cartarea solurilor și raionarea teritoriilor în scopuri agroproductive, Probleme agricole, nr. 1, 1955.
- Clasificarea solurilor cu exces de umiditate, Cercetări de pedologie, Editura Academiei R.P.R., București, 1958.
- Raionarea pedogeografică a R.P.R., Realizări în geografie R.P.R. în perioada 1947-1958, Editura științifică, București, 1958.
- Condițiile naturale ale depresiunii Făgărașului și solurile din sectorul Valea Râului Mare, valea Arpazului, Revista Cercetări de pedologie, Editura Academiei R.P.R., București, 1961.
- Condițiile naturale și solurile din Depresiunea Baia Mare, Revista Cercetări de pedologie, București, 1961.
- Condițiile naturale și solurile Câmpiei Române de Est, Revista Cercetări de pedologie, București, 1961.
- Condițiile naturale și solurile din Ținutul Făgărașului, Revista Cercetări de pedologie, București, 1961.
- Condițiile naturale și solurile R.P.R., Revista Cercetări de pedologie, București, 1961.
- Lista sistematică a solurilor din R.P.R., Știință și cercetare Științifică, Seria biologie și știința agriculturii, Academia R.P.R., Baza Timișoara, Tom IX, nr. 1-2, București, 1962.
- Solul podzolic de la Lazăr (Baia Mare) și efectul ameliorator al marnării, Revista Științe tehnice și economice, ale Institutului Geologic, seria C (Pedologia), nr. 11, București, 1963.
- Note de curs (manuscris).
- Raportul H:F față de valorile V și pH-ul la solurile zonale, Revista Știința solului, nr. 3-4, București, 1964.